# Bromus porteri
Bromus porteri är en gräsart som först beskrevs av Thomas Coulter, och fick sitt nu gällande namn av George Valentine Nash. Bromus porteri ingår i släktet lostor, och familjen gräs. Inga underarter finns listade i Catalogue of Life.

## Bildgalleri

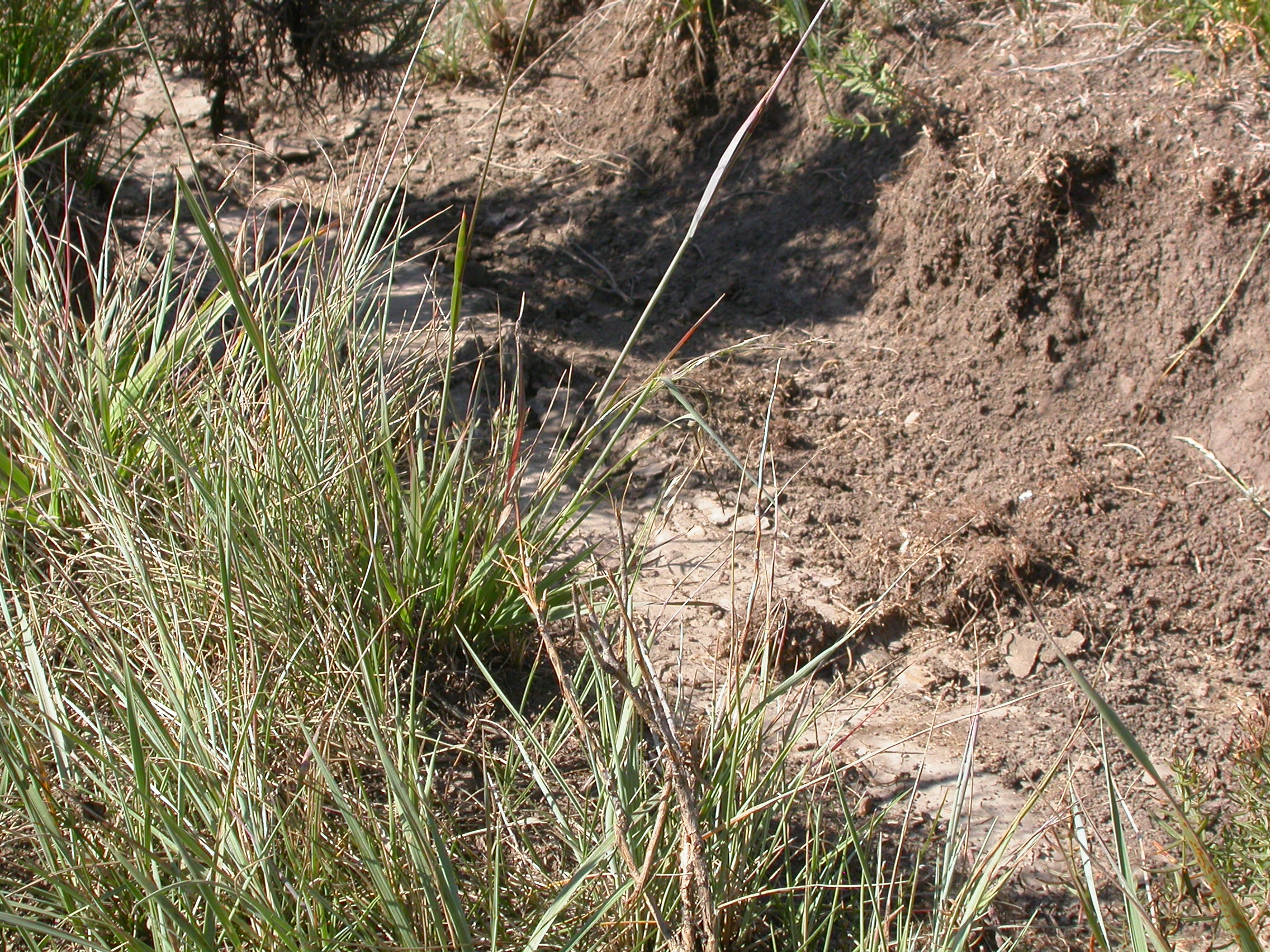
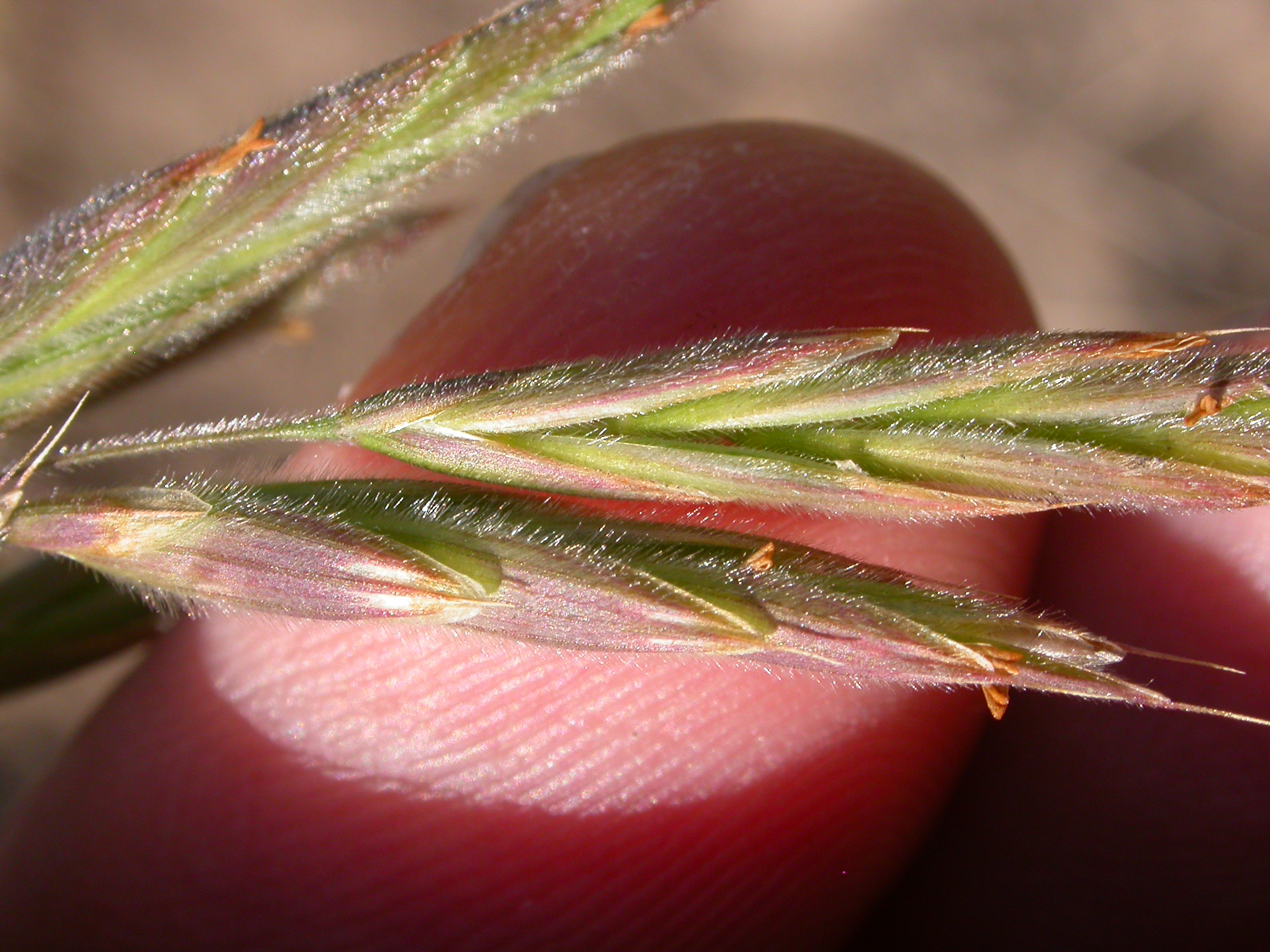
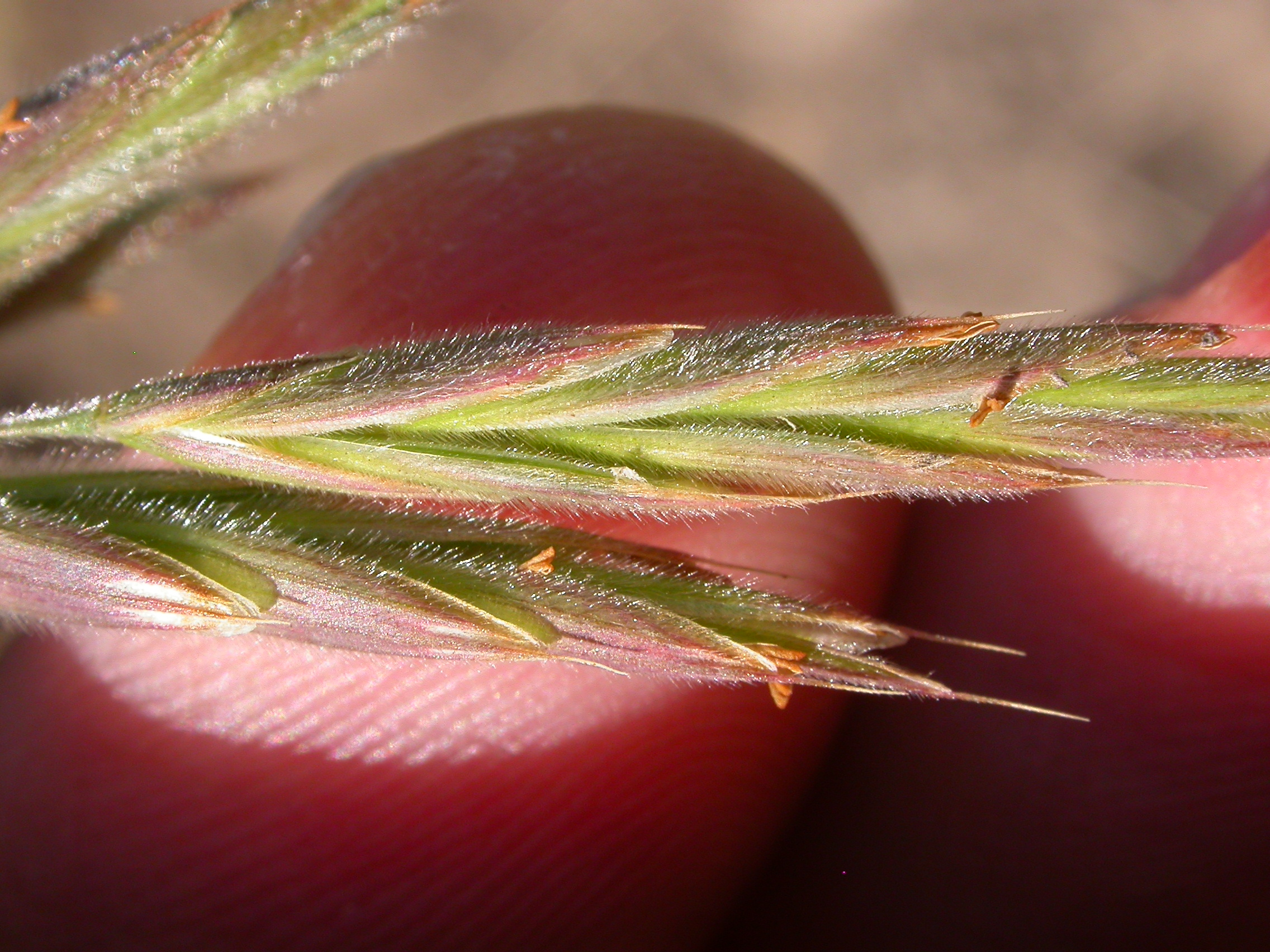
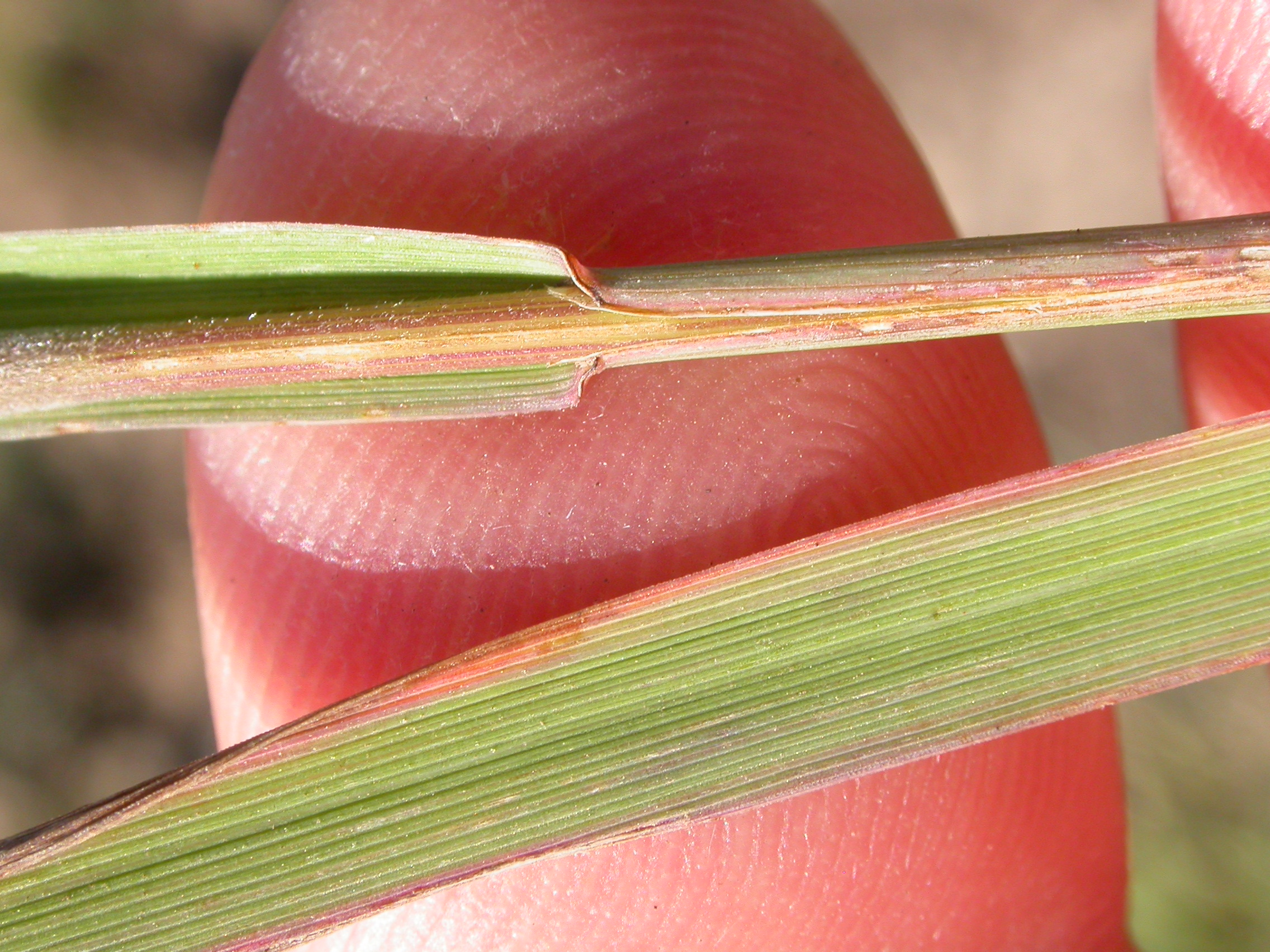